# Peter Duncan (Schauspieler)

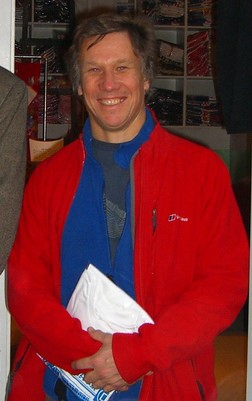
Peter Duncan (2006)

Peter Duncan (* 3. Mai 1954 in London) ist ein britischer Schauspieler und TV-Moderator. Er wurde besonders durch die Sendung Blue Peter und später durch seine Familienreise-Sendungen im Vereinigten Königreich bekannt.

## Leben und Wirken
Duncan war der Sohn von Variete-Künstlern, mit denen er während seiner Kindheit auf Tourneen durchs Land reiste. Im Alter von 15 Jahren verließ er die Schule, um Schauspieler zu werden. Er studierte in London an der Italia Conti Academy of Theatre Arts, einer unabhängigen Schauspielschule. Bevor er zum Fersenehen kam, spielte er auf verschiedenen Bühnen. Seine ersten Fernsehrollen waren in den Serien The Tomorrow People, Space 1999, King Cinder, Play for Today, Warship, Oranges & Lemons und in der zweiten Staffel von Survivors. Er spielte 1974 in Stardust von Michael Apted seine erste größere Rolle und später eine kleine Rolle in Flash Gordon.
Mit seiner Ehefrau Annie hat Duncan vier Kinder. Duncan engagierte sich im Britischen Pfadfinderverband, wo er von 2004 bis 2009 Chief Scout der The Scout Association war.